# John Quarre
John Quarre foi um sacerdote anglicano galês no século XVI.
Langley foi educado no Merton College, Oxford. Ele foi o arquidiácono de Llandaff de 1529 a 1540.